# Retorisk argumentation
 Der er for få eller ingen kildehenvisninger i denne artikel, hvilket er et problem. Du kan hjælpe ved at angive troværdige kilder til de påstande, som fremføres i artiklen.

Retorisk argumentation, praktisk argumentation eller argumentation og retorik er et fagområde, hvori man stifter bekendtskab med forskellige argumentationsformer, retoriske virkemidler samt andre elementer inden for kommunikation, typisk med udgangspunkt i Stephen Toulmins argumentationsmodel. Retorisk argumentation kan sammenlignes med en litterær analyse.

Retorisk argumentation er dog ikke det samme som argumentationsteori, der er en af underdisciplinerne i filosofi, men det har visse overlappende elementer derfra.

## Jørgensen og Onsberg: Praktisk argumentation
Stephen Toulmins argumentmodel er pædagogisk gennemgået i bogen Praktisk Argumentation, der er skrevet af to retorikundervisere og regnes for grundbogen inden for retorisk argumentation i Danmark. Ud over at behandle modellen, så behandler bogen også forskellige faser i argumentation, argumenttyper (tegn, årsag, klassifikation, generalisering, sammenligning, autoritet og motivation), appel til fornuft og følelser, modargumentation og krav som man kan stille til god argumentation (korrekt, effektiv, interessant og redelig).
Her skal vi nøjes med kort at beskrive Toulmins argumentmodel:

### Tre grundelementer
Det mindste krav en ytring skal imødekomme for at være "tilstrækkelig" er, at den på den ene side indeholder en påstand, og at den på den anden side indeholder et belæg for påstanden. Et tredje element er hjemmel, som i øvrigt ofte er implicit, altså uformuleret.

Hjemmelen er det generelle princip, som bygger bro mellem den specifikke påstand og belægget for den. Mere overordnet set kan man sige at hjemmelen er et belæg, der støtter et andet belæg, for at begge belæg dermed kan støtte påstanden.
Eksempel: Den anklagede siger - Jeg er uskyldig (påstand).

Vedkommende følger op med - Jeg har ikke gjort hvad jeg er anklaget for (belæg).

Det implicitte er her, at "Hvis man er uskyldig i anklagen, så skal man frifindes" (hjemmel).

### Sproglig markering af et element
Argumentet fordrer ikke nogen speciel sproglig form. En påstand behøver f.eks. ikke at være fremsættende, som - Jeg skal frifindes. Den kan også udmærket fremføres i bydeform (imperativ), - Frifind mig! eller spørgende, - Skal jeg ikke frifindes? Rækkefølgen for anvendelsen af elementerne ligger heller ikke fast, men de markeres dog ofte sprogligt. Begynder man med påstanden, vil belægget ofte være markeret med "da", "fordi" eller "for" - Jeg skal frifindes fordi jeg ikke har gjort det, jeg er anklaget for. Begynder man med belægget, vil påstanden ofte være markeret med "derfor", "for" eller "så" - Jeg har ikke gjort det, jeg er anklaget for, derfor skal jeg frifindes. Når hjemmelen er eksplicit, markeres den f.eks. med "eftersom" eller "i henhold til" - I henhold til, at man skal frifindes, hvis man ikke er skyldig i anklagen, skal jeg frifindes i denne sag.
En anden måde at udfører en markering af ved hjælp af en rygdækning. Det der kendetegner rygdækningen er manglen på gennemført logik, hvor et eksempel kunne lyde "Jeg kører i Audi ligesom Tom Kristensen" her er tydeligt at der ingen logik forekommer, da det lige så godt kunne være din nabo som kørte Audi, men fordi Tom Kristensen er en succesfuld person sammenlignet med din ukendte nabo, så er nemmere at lade personer forblinde og dermed fjerner det et ansvar at underbygge dette postulat.

### Yderligere tre elementer
Mens de tre grundelementer altid er til stede i et argument, så findes der yderligere tre elementer, som kan være til stede, men ikke altid er det. De handler alle om, på hvilken måde hjemmelen skal vægtes i det konkrete argument. Giver den valgte hjemmel stærk eller svag dækning for påstanden? En styrkemarkør, som rent sprogligt signaleres ved at indføre udtryk som "uomtvisteligt", "sandsynligvis" og "måske" i forbindelse med påstanden, kan således angive, om afsenderen har forbehold om, hvorvidt hans påstand nu også støttes af hjemmelen i argumentet i alle sammenhænge. Gendrivelsen tager forbehold for faktuelle specialtilfælde, hvor den generelle værdi af hjemmelen bliver svækket eller sat helt ud af kraft. Gendrivelsen kan ses som en foregribelse af modtagerens modargument. Det tredje ekstraelement er rygdækningen, som er en direkte yderligere understøttelse af hjemmelen, altså en konkret underbyggelse af dens generelle værdi.
Rent bortset fra at argumenter i den virkelige verden ikke bliver fremført markeret og skematisk – den anklagede siger ikke - Dette er min påstand: Jeg skal frifindes, men snarere hulter til bulter og umarkeret, så er det også kun sjældent, at et enkelt argument får lov (eller overhovedet kan) stå alene. I samlinger af argumenter omkring en sag eller et spørgsmål kan man skelne mellem rækker af sideordnede argumenter, som taler for det samme, men holdes indbyrdes adskilte, og så hierarkier, hvor påstanden i det ene argument bliver til belægget i det følgende, som så måske er hjemmel i det næste, der delvist griber tilbage til det første og så fremdeles.

## Weston: A Rulebook for Arguments
I A Rulebook for Arguments opstiller Anthony Weston en række regler, der skal hjælpe studerende til at skrive opgaver og vurdere argumentation. Her er nogle af hans hovedpointer:
I sit indhold vil en argumentation kunne blive overbevisende på mange forskellige måder, men måderne at argumentere på vil oftest kunne falde ind under en af følgende fem kategorier (detaljer i de følgende underafsnit):
- Argumentation ved eksempel
- Argumentation ved analogi
- Argumentation ved autoritet
- Kausal argumentation
- Deduktiv argumentation

Det bemærkes, at kun de to sidste egentlig vedrører området logik – herved bliver de øvrige måder at argumentere på ikke ringere.
Pointen om, hvorledes en argumentation anvendes, vil ofte blive tydeligere ved et eksempel på en forfejlet argumentation. I de følgende underafsnit vil disse eksempler derfor forekomme hyppigt.

### Argumentation ved eksempel
Når man argumenterer ved eksempel, generaliserer man i virkeligheden.
Argumentationen styrkes, hvis eksemplerne:
1. Er mange – har man fået fat på et enkeltstående eksempel, kan der være tale om anekdotisk evidens.
2. Kommer fra forskellige og relevante områder – eksempler på mandlige industriarbejderes rygevaner kan ikke bruges til at sige noget om kostskolepigers eventuelle smugrygning.
3. Er undtagelsesfri – der må ikke være eksempler, som modsiger generaliseringen.

Det kan tilføjes, at eksemplerne bør komme fra forskellige hjørner af det område, generaliseringen udtaler sig om.

### Argumentation ved analogi
Ved analogi benyttes ligesom til at overføre en regel fra et område til et andet. Hvis eksempelvis en medarbejder kritiseres for ikke at være holdspiller, udnyttes en analogi til holdsport, hvor reglen – det handler om at vinde, og man vinder ved at trække i samme retning – er generelt accepteret.
Til forskel fra eksempel-argumentationen i forrige afsnit henvises ikke til flere eksempler, men kun til én regel, som til gengæld kan flyttes fra et område (sport) til et andet (arbejdspladsen).
Der er to betingelser, som skal være opfyldt, for at det analoge argument fungerer:
1. Præmissen fra den oprindelige regel skal være opfyldt efter analogien (det skal stadig handle om at "vinde").
2. Reglen skal reelt være til at overføre til det ny område. Er der eksempelvis tale om en meget kreativ arbejdsplads, er det ikke nødvendigvis fordelagtigt, at alle trækker i samme retning (det siges ikke at befordre kreativiteten).

Analog argumentation har være anvendt til at bevise eksistensen af en gud:
Smukke og gode huse har skabere: intelligente arkitekter og håndværkere.
Verden er ligesom et smukt og godt hus.
Derfor må verden også have en skaber, en intelligent arkitekt og håndværker, Gud.
Denne argumentation forudsætter, at man accepterer, at verden er ligesom et hus.

### Argumentation ved autoritet
Ved denne argumentationsform så at sige læner man sig op ad en autoritet – en person eller en institution. Professor X, som véd noget om forvaltningsret, siger at borger Y har ret til aktindsigt – altså har borger Y ret til aktindsigt.
Et autoritetsargument styrkes, hvis:
1. Man henviser klart og entydigt til autoriteten. En professor siger er ikke godt nok – navnet på professoren skal med. I videnskabelig sammenhæng forventes endvidere en klar henvisning og helst et centralt citat, som underbygger det man vil frem til.
2. Autoriteten har sin ekspertise inden for området. Einstein synes ikke atomvåben skal bruges, altså bør man ikke bruge atomvåben er ikke brugbart – Einsteins ekspertise lå inden for atomfysik; på det etiske eller politiske område er han at regne for lægmand.
3. Autoriteten er upartisk. Et firma vil i sagens natur ofte have ekspertstatus på egne ydelser, men kan ikke forventes at komme frem med negative sider. Derfor kan firmaet ikke stå alene – hvis overhovedet bidrage – som autoritet.

Eksperter kan være uenige inden for deres vidensfelt. Ernæringsekspert X siger, at man ikke må spise brød, altså skal brød undgås. Her holder argumentationen ikke, hvis andre ernæringseksperter er af en helt anden opfattelse – i så fald kan man kun bruge deres autoritetsstatus inden for det, de er enige i. Det er altså nødvendigt at gennemføre krydscheck. Er der uenighed, kan udsagnene kun have status af eksempel jævnfør ovenfor.
Autoriteter må gerne være udsatte for personlige angreb – ad hominem – det ændrer ikke på deres ekspertstatus, så længe angrebene ikke sker inden for deres ekspertfelt. Biskoppen er et fremtrædende medlem af Socialdemokraterne og derfor partisk kan udmærket være sandt, men det berører ikke biskoppens autoritet indenfor kirkelig administration og forkyndelse.
I journalistik er det meget udbredt at interviewe konsekvenseksperter – folk som er direkte påvirket af et eller andet. Her er der ikke tale om et autoritetsargument – de pågældende har ikke en særlig viden om den oplevede påvirkning, som en anden ikke også ville have i samme situation. Der er reelt tale om argumentation ved eksempel.

### Kausal argumentation
Kausalitet – eller årsagssammenhæng – benyttes meget ved argumentation. Et kausalt argument har tre led – illustreret med sammenhængen mellem konjunktur og frisørfaget:
Hvis 'årsag' så følger 'konsekvens' – når der er lavkonjunktur, går danskerne mere til frisør
'Årsagen' er til stede – der er lavkonjunktur i Danmark
Altså gælder også 'konsekvensen' – ergo er det gode tider for frisørfaget
Der er en række faldgruber, når man argumenterer ved kausalitet:
1. Forklaringen er ikke forståelig. Der skal tilbydes en forståelig forklaring på, hvorledes årsagen fører til konsekvensen. På dette punkt fejler frisør-eksemplet ovenfor; det er ikke indlysende, hvorfor færre penge mellem hænderne (lavkonjunktur) fører til mere hårpleje. Tværtimod ville det være forståeligt, hvis der som ved bilkøb, blev handlet sjældnere og måske billigere.
2. Der er en anden og mere sandsynlig eller forståelig forklaring. Den tilbudte forklaring skal være den sandsynligste.
3. Der er ingen reel sammenhæng. Det er en tilfældighed, at 'årsag' og 'virkning' ses samtidig.
4. Der er en fælles årsag bag begge. Når jeg tager nattøj på, falder jeg kort tid efter i søvn, holder ikke – den fælles årsag bag begge hændelser er, at det er sent, og at jeg er søvnig.
5. Årsagssammenhængen kan gå den anden vej.
6. Sammenhængene kan være komplekse. I frisør-eksemplet vil lavkonjunkturen måske både få sparsomme midler til at trække mod mindre forbrug (herunder hårpleje), men samtidig forårsage en lidt trøstesløs stemning, hvor man kan stive sig af med en klipning. De to årsagssammenhænge trækker i hver sin retning – og flere kunne tænkes – hvilket gør det nødvendigt at uddybe argumentationen.

Årsagssammenhænge kan være deterministiske (sikre) eller stokastiske (sandsynlige). De determinisktiske behandles i logikken. For de stokastiske skal man være opmærksom på, at 'konsekvensen' ikke er påvist, men accepteret som sandsynlig. Denne usikkerhed vil skulle føres videre i en efterfølgende argumentationskæde.

### Deduktiv argumentation
Hvor de foregående måder at argumentere på har kunnet kræve, at modtageren af budskabet er enig i eksemplernes generaliserbarhed, parallellen eller autoritetens status, hviler den deduktive argumentation i princippet på logik – den vil enten være rigtig eller forkert.

#### Modus ponens
Modus ponens udtrykker den simpleste logik:
Hvis A så B
A gælder
Derfor gælder også B
Eksempel:
Når det regner, bliver man våd.
Det regner.
Altså bliver vi våde.
Et angreb på argumentet vil skulle sættes ind mod enten den første del – nej, det gælder ikke (her) – eller mod den anden del – nej, det gælder ikke.

#### Modus tollens
Modus tollens er den næstletteste:
Hvis A så B
Der gælder ikke B
Altså gælder heller ikke A.
Eksempel:
Hvis der er en bladudgivelse, så er der en ansvarshavende redaktør.
Der er ikke nogen ansvarshavende redaktør.
Altså er der ikke nogen udgivelse.

#### Hypotetisk syllogisme
Med den hypotetiske syllogisme kan en årsagskæde sammmenkobles:
Hvis A så B
Hvis B så C
Ergo, hvis A så C
Eksempel:
Hvis det regner, bliver du kold og våd
Hvis du bliver kold og våd, bliver du forkølet.
Ergo, hvis det regner, bliver du forkølet.

#### Disjunktiv syllogisme
Den fjerde form handler om alternativer:
Der gælder A eller B
Der gælder ikke A
Altså må B gælde
Nogle gange vil alternativerne være gensidigt udelukkende (enten-eller), hvilket giver adgang til yderligere en deduktion:
Der gælder enten A eller B
Der gælder A
Altså må B ikke gælde.
Det er ikke altid, enten-delen fremgår direkte – eksempel:
Jeg vinder maratonløbet, eller også vinder en anden.
Jeg vandt ikke.
Altså må en anden have vundet.

#### Dilemma
Den femte form er dilemmaet:
Der gælder A eller B
Hvis A, så gælder C
Hvis B, så gælder D
Altså gælder C eller D

#### Reduction ad Absurdum
Man har i udgangspunktet et udsagn, som man ikke mener er sandt. Det antages, udsagnet er sandt, og ud fra denne antagelse udledes konsekvenser. Herved kommer man frem til en ulogisk (absurd) konsekvens – måske endda det modsatte af udgangspunktet. Dermed kan det oprindelige udsang ikke være sandt.
Eksempel (fortsættelse af eksemplet fra analogi-afsnittet):
Vi tvivler på, at verden har en skaber på samme måde som et hus har en skaber.
Lad os antage, at verden rent faktisk har en skaber på samme måde som huse.
Heraf følger, at Gud ikke er perfekt, fordi verden ikke er perfekt.
Men Gud kan kun være perfekt – det ligger i gudsbegrebet.
Altså har verdenen ikke en skaber på samme måde som et hus har det.
(Dette fordrer naturligvis, at menneskets opfattelse af det perfekte er den universelt sande opfattelse)

## Argumentationskneb
Argumentationskneb benyttes som retoriske virkemidler når man har svært ved at vinde en diskussion, fordi man ikke kunne opbygge en god logik, så derfor kan man blive nødsaget til at ty til et af disse kneb.
|                             | Eksempel                                                           |
| --------------------------- | ------------------------------------------------------------------ |
| Karakterkneb                | Man ved ikke, om X er truet. Det siger Jønke. Men Jønke er rocker. |
| Autoritets – og Ekspertkneb | Det siger læreren.                                                 |
| Prestigekneb                | Jeg har undervist i 30 år, og så....                               |
| Idolkneb                    | Er forsikret i Europæisk Rejseforsikring.                          |
| Hensigtskneb                | Det siger du fordi du er jaloux!                                   |
| Generaliseringskneb         | 9 af 10 filmstjerne bruger Lux.                                    |